# Aesch (Zurigo)
Aesch (toponimo tedesco; fino al 2001 ufficialmente Aesch bei Birmensdorf) è un comune svizzero di 1 275 abitanti del Canton Zurigo, nel distretto di Dietikon.

## Monumenti e luoghi d'interesse

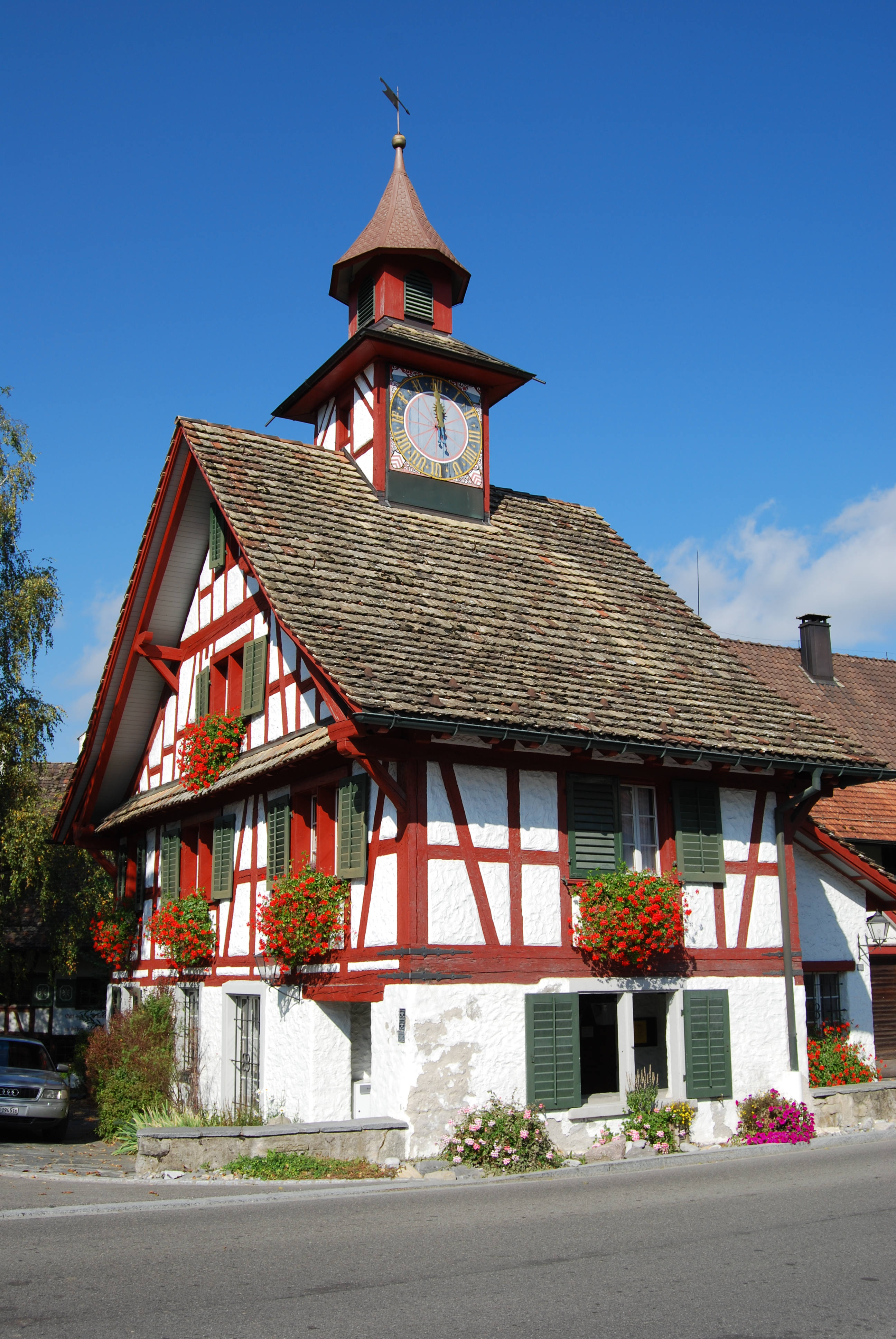
Il Türmli

- Türmli, edificio civile eretto nel 1709 sede prima della scuola poi del comune[1].

## Società

### Evoluzione demografica
L'evoluzione demografica è riportata nella seguente tabella:
Abitanti censiti

## Amministrazione
Ogni famiglia originaria del luogo fa parte del cosiddetto comune patriziale e ha la responsabilità della manutenzione di ogni bene ricadente all'interno dei confini del comune.